# Дітовбивство жінок

Співвідношення хлопчиків до дівчаток 0-1 року в Індії, 2011

Дітовбивство жінок (англ. Female infanticide) — умисне вбивство новонароджених дітей жіночої статі на основі сексизму, що викривлює співвідношення статей. У країнах з історією поширеного дітовбивства жінок сучасна практика селективних абортів часто обговорюється як тісно пов'язане питання. Дітовбивство новонароджених дівчат є основною причиною занепокоєння в кількох країнах, зокрема в Китаї, Індії та Пакистані. Стверджується, що низький статус жінок у глибоко патріархальних суспільствах створює упередження проти жіночої статі.
У 1978 році антропологиня Лайла Вільямсон, підсумовуючи зібрані дані про поширеність дітовбивства, виявила, що його вчиняли на всіх континентах різні групи від мисливців-збирачів до високорозвинутих суспільств, і що ця практика була не винятком, а звичайним явищем. Дітовбивство добре задокументоване серед корінних народів Австралії, Північної Аляски та Південної Азії. Своєю чергою Барбара Міллер стверджує, що ця практика є «майже універсальною» навіть на Заході. За Міллер, дітовбивство жінок є звичним явищем у регіонах, де жінки не зайняті в сільському господарстві, і регіонах, де посаг є нормою. У 1871 році Чарлз Дарвін у книзі «The Descent of Man, and Selection in Relation to Sex» писав, що ця практика була звичайною справою серед аборигенних племен Австралії. Вбивство новонароджених дівчаток також тісно пов'язане з відсутністю належної освіти та високим рівнем бідності, що пояснює, чому воно широко поширене в таких місцях, як Індія, Пакистан і Західна Африка.
У 1990 році Амартія Сен написав у New York Review of Books, що в Азії було на 100 мільйонів жінок менше, ніж очікувалося, і що кількість «зниклих безвісти» жінок «розповідає нам тиху, жахливу історію про нерівність і нехтування, що призводить до надмірної смертності жінок». Спочатку припущення Сена щодо гендерних упереджень заперечували припущенням, що причиною зміни природного співвідношення статей був гепатит В. Проте наразі загальновизнано, що чисельний дефіцит жінок у всьому світі спричинений селективними абортами, жіночим дітовбивством і поганим поводженням з жінками (у сфері охорони здоров'я, щодо старших жінок та дівчат тощо).

## Поширення

### Китай
Китай має історію дітовбивства жінок, що охоплює 2000 років. З приходом християнських місіонерів наприкінці XVI століття, вони виявили, що в країні практикується жіноче дітовбивство — новонароджених кидали в річки або на купи сміття. У XVII столітті Маттео Річчі задокументував, що ця практика мала місце в декількох провінціях Китаю і що основною причиною вбивств була бідність. 

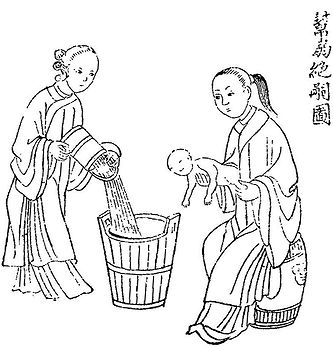
Китайський трактат проти інфантициду, бл. 1800

У XIX столітті дітовбивство жінок було широко поширене. Читання з текстів Цін показують поширеність терміна nì nǚ («топити дівчат»), а утоплення було поширеним методом, використовуваним для вбивства дітей жіночої статі. Іншими використовуваними методами були асфіксія й моріння голодом. Залишити дитину на долю стихії було ще одним методом вбивства немовляти: дитину клали в кошик, який потім клали на дерево. Буддійські жіночі монастирі створювали «дитячі вежі», щоб люди могли залишити дитину; однак неясно, чи дитина залишалася для усиновлення, чи вона була вже мертвою й була залишена для поховання. У 1845 році в провінції Цзянсі місіонер написав, що ці діти залишалися живими до двох днів, перебуваючи під впливом стихії, а ті, хто проходили повз, не звертали на немовлят уваги.
Більшість провінцій Китаю практикували дітовбивство жінок протягом XIX століття. У 1878 році французький місіонер-єзуїт Габріель Палатре зібрав документи з провінцій, а Annales de la Sainte-Enfance також знайшли докази дітовбивства в Шаньсі та Сичуані. Згідно з інформацією, зібраною Палатре, практика здобула найбільш широке поширення в південно-східних провінціях і в регіоні нижньої течії річки Янцзи.
У Китаї практика жіночого дітовбивства не була повністю схвалена. Буддизм, зокрема, був досить рішучим у своєму засудженні. Буддисти писали, що вбивство молодих дівчат принесе погану карму; і навпаки, ті, хто врятував життя молодої дівчини через подарунки грошей або їжі, заробляли хорошу карму, що веде до процвітання в житті, довгих років життя та успіхів для власних синів. Однак буддійська віра в реінкарнацію означала, що смерть немовляти не була остаточною, оскільки дитина народиться знову — це переконання полегшувало почуття провини за дітовбивство жінок.
Конфуціанське ставлення до жіночого дітовбивства було суперечливим. Надаючи перевагу віку над молодістю, конфуціанська синівська побожність зменшувала цінність дітей. Конфуціанський акцент на сім'ї призвів до збільшення посагу, що, своєю чергу, мало вплив на те, що виховання дівчинки було набагато дорожчим, ніж хлопчика, унаслідок чого сім'ї відчували, що вони не матимуть змоги виховувати багато дочок. Конфуціанський звичай тримати чоловіка в сім'ї означав, що гроші, витрачені на виховання дочки разом із посагом, будуть втрачені при її одруженні, і тому дівчат називали «збитковим товаром». І навпаки, конфуціанська віра в Жень змусила конфуціанських інтелектуалів підтримати ідею, що дітовбивство жінок було неправильним і що ця практика порушить баланс між інь та ян.
У білій книзі, опублікованій китайським урядом у 1980 році, зазначалося, що практика дітовбивства жінок є «феодальним злом». Офіційна позиція держави щодо цієї практики полягає в тому, що вона є перехідною з феодальних часів і не є результатом державної політики однієї дитини. Цзін-Бао Ні, однак, стверджує, що було б «немислимо» вважати, що немає ніякого зв'язку між державною політикою планування сім'ї та дітовбивством жінок.

### Індія
Система посагу в Індії є однією з причин жіночого дітовбивства. Хоча держава вжила заходів для скасування системи посагу, ця практика зберігається. У бідних сімей у сільській місцевості дітовбивство жінок та селективні аборти пояснюється страхом відстуності змоги зібрати відповідний посаг.
У 1789 році, під час британського колоніального правління в Індії, британці виявили, що дітовбивство жінок у штаті Уттар-Прадеш було відкрито визнано. У листі від магістрату, який у цей період перебував на північному заході Індії, говорилося про те, що протягом кількох сотень років жодна донька не виховувалась у фортецях раджів (правителів) Мінпурі. Однак у 1845 році правитель залишив у живих дочку після втручання окружного колекціонера на ім'я Анвін. Огляд досліджень показав, що більшість жіночих дітовбивств в Індії в колоніальний період відбувалися здебільшого на північному заході, і що, хоча не всі групи здійснювали цю практику, вона дійсно була широко поширена. У 1870 році, після розслідування колоніальною владою, дітовбивство жінок було визнане незаконним Законом про запобігання дітовбивства жінок.
За словами активістки за права жінок Донни Фернандес, деякі практики настільки глибоко вкорінені в індійській культурі, що «майже неможливо покінчити з ними», і вона сказала, що Індія переживає свого роду «жіночий геноцид». Організація Об'єднаних Націй оголосила, що Індія є найбільш смертоносною країною для дітей жіночої статі, і що у 2012 році діти жіночої статі у віці від 1 до 5 років мали на 75 % більше шансів померти, ніж хлопчики. Дитяча правозахисна група CRY підрахувала, що з 12 млн жінок, які щорічно народжуються в Індії, 1 мільйон помре протягом першого року життя. Під час британського правління повідомлялося про практику жіночого дітовбивства в індійському штаті Тамілнад серед калларів і тодів. У червні 1986 року, India Today повідомила на обкладинці Born to Die, що жіноче дітовбивство все ще практикується в Усілампатті на півдні Тамілнаду. Ця практика була в основному поширена серед домінантної касти регіону — калларів.

### Пакистан
Попри те, що практика дітовбивства карається відповідно до ісламського законодавства, у Пакистані були випадки жіночого дітовбивства з кількох причин, наприклад, діти народжувалися поза шлюбом, а потім вбивалися, щоби позбутися клейма незаконнонародженої дитини. Пакистан усе ще є країною, у якій домінують чоловіки, і в якій залишається патріархальний устрій суспільства. Крім того, хлопчикам у сім'ї надаються кращі лікування, їжа та медична допомога, ніж дівчаткам. Народження дитини поза шлюбом у Пакистані є культурним табу. Коли жінки народжують позашлюбних своїх дітей, вони часто вбивають їх, щоб уникнути сорому або переслідування. Однак співвідношення вбивств немовлят жіночої статі в цих випадках набагато вище, ніж хлопчиків, тому що хлопчики цінуються набагато більше. Дітовбивство є незаконним у Пакистані. Однак люди не повідомляють про ці випадки, що унеможливлює подальші розслідування поліцією. За даними National Right to Live News, у 2017 році було зареєстровано лише один випадок дітовбивства, але 345 немовлят були знайдені мертвими в столиці Пакистану в період із січня 2017 року по весну 2018 року.

## Соціально-економічний вплив
Дітовбивство жінок створює соціальну проблему, оскільки це також зменшує кількість жінок, які зможуть народжувати дітей. Це також спотворює почуття жіночої цінності, оскільки сім'ї, які хочуть викорінити дітей жіночої статі, вчать молодих дівчат, що вони нижчі за цінністю й важливістю в суспільстві й родині, аніж протилежна стать, що підвищує ймовірність того, що жінки стикатимуться з утисками в майбутньому, матимуть обмежений доступ до роботи та інших сфер життя. Так, наприклад, станом на 2017 рік пакистанські жінки заробляють менше ніж сто рупій на місяць, що значно нижче, аніж дохід чоловіків, і часто не можуть здобути освіту, яка дала б їм змогу мати кращий робочий час та оплату. Деякі жінки також обмежені побутовою роботою вдома, тоді як чоловікам дозволено виконувати більшість сільськогосподарських робіт. Свій вплив має й система посагу, яка позначається на сім'ях та межі бідності, оскільки деякі родини намагаються виплатити посаг із заробітком нижче мінімальної заробітної плати.
У багатьох країнах жіноче дітовбивство пов'язане із соціально-економічною боротьбою. Дослідження, проведене в Індії, виявило три соціально-економічні причини, пов'язані з жіночим дітовбивством. Так, хлопчики цінуються більше, ніж дівчатка, через те, що хлопчики можуть працювати й приносити гроші в домашнє господарство. Через чинник соціокультурної корисності жіночого дітовбивства, для багатьох культур наявність хлопчика в сім'ї є обов'язковою для того, щоб мати спадкоємця. Існує також релігійний чинник жіночого дітовбивства. Багато хто вважає, що чоловіки єдині, хто може забезпечити свою родину, а сини розглядаються як обов'язкові для того, щоб розпалити поховальне багаття для своїх покійних батьків і сприяти порятунку душі.

## Наслідки й реакції
У результаті високого рівня дітовбивства жінок, у країнах, у яких воно часто практикується, населення часто має більшу частку чоловіків. За даними Організації Об'єднаних Націй, цей надлишок чоловіків у суспільстві збігається зі зростанням рівня жорстокого поводження з дітьми, домашнього насильства та торгівлі/викрадення наречених, що становить серйозну загрозу безпеці жінок. Це також збільшує ймовірність того, що жінки стануть жертвами шкідливих хвороб, що передаються статевим шляхом, що ще більше негативно впливає на їхнє життя. У зв'язку з цими проблемами також спостерігається підвищення рівня материнської смертності та збільшення негативних станів психічного здоров'я серед жінок у районах дітовбивства.
Женевський центр демократичного контролю над збройними силами (DCAF) написав у своїй доповіді за 2005 рік «Women in an Insecure World» (укр. Жінки в небезпечному світі), що в той час, коли кількість жертв у війні знизилася, проти жінок здійснювався «таємний геноцид». За даними DCAF, демографічний дефіцит жінок, які померли через гендерні проблеми, перебуває в тому ж діапазоні, що й 191 мільйон загиблих від усіх конфліктів у ХХ столітті. У 2012 році вийшов документальний фільм It's a Girl: The Three Deadliest Words in the World, і в одному з інтерв'ю індійська жінка стверджувала, що вбила вісім своїх дочок.